# 上城 (迈阿密)
上城（英語：Overtown）位于美国佛罗里达州迈阿密-戴德县迈阿密市中心西北部，北至西北第20街，南抵西北第5街，西接迈阿密河 (佛罗里达州)、836号佛罗里达州州道及95号州际公路（中城立交以北），东临佛罗里达东海岸铁路和西北第1大道。
这片占地仅0.2平方英里的社区，是迈阿密现存最古老的非裔社区之一，其历史可追溯至19世纪末，亨利·弗拉格勒将佛罗里达东海岸铁路扩展到迈阿密，雇佣了大量非裔劳工修筑铁路，于是这些工人便在靠近市中心的这一带定居下来。在种族隔离时期，该区域被官方称为有色人种镇（英語：Colored Town），又称中央黑人区（英語：Central Negro District），成为迈阿密少数允许非裔居民居住的指定区域。1920至1930年代，随着越来越多非裔铁路工人聚居，这里逐渐发展成迈阿密及南佛罗里达非裔商业文化的中心。鼎盛时期，区域内拥有超过50家黑人经营的企业，包括夜总会、剧院和旅馆，成为南方黑人文艺复兴的重要据点。
到了1950至1960年代，随着经济衰退和人口锐减，该区域逐渐被边缘化。1960年代，佛罗里达州政府修建95号州际公路时，选择直接穿越上城区核心地带，大规模交通设施取代了原有密集且破落的黑人居住区，导致社区结构被永久性改变。1970至1980年代期间，各类商业相继撤离，人口流失加剧了区域衰退。1980年代爆发的一系列骚乱事件后，迈阿密市政府开始重新关注非裔社区的居住环境改善。到了1980年代末，随着附近的迈阿密体育馆和迈阿密地铁相继落成，该地区的发展才逐渐复苏。
该区域现存若干具有历史意义的建筑，包括建于1913年的利里克剧院——佛罗里达州最古老的非裔剧院；D•A•多尔西故居——早期非裔领袖住宅；以及大伯特利非洲卫理公会主教制教会——建于1896年的宗教建筑。

## 圖片集

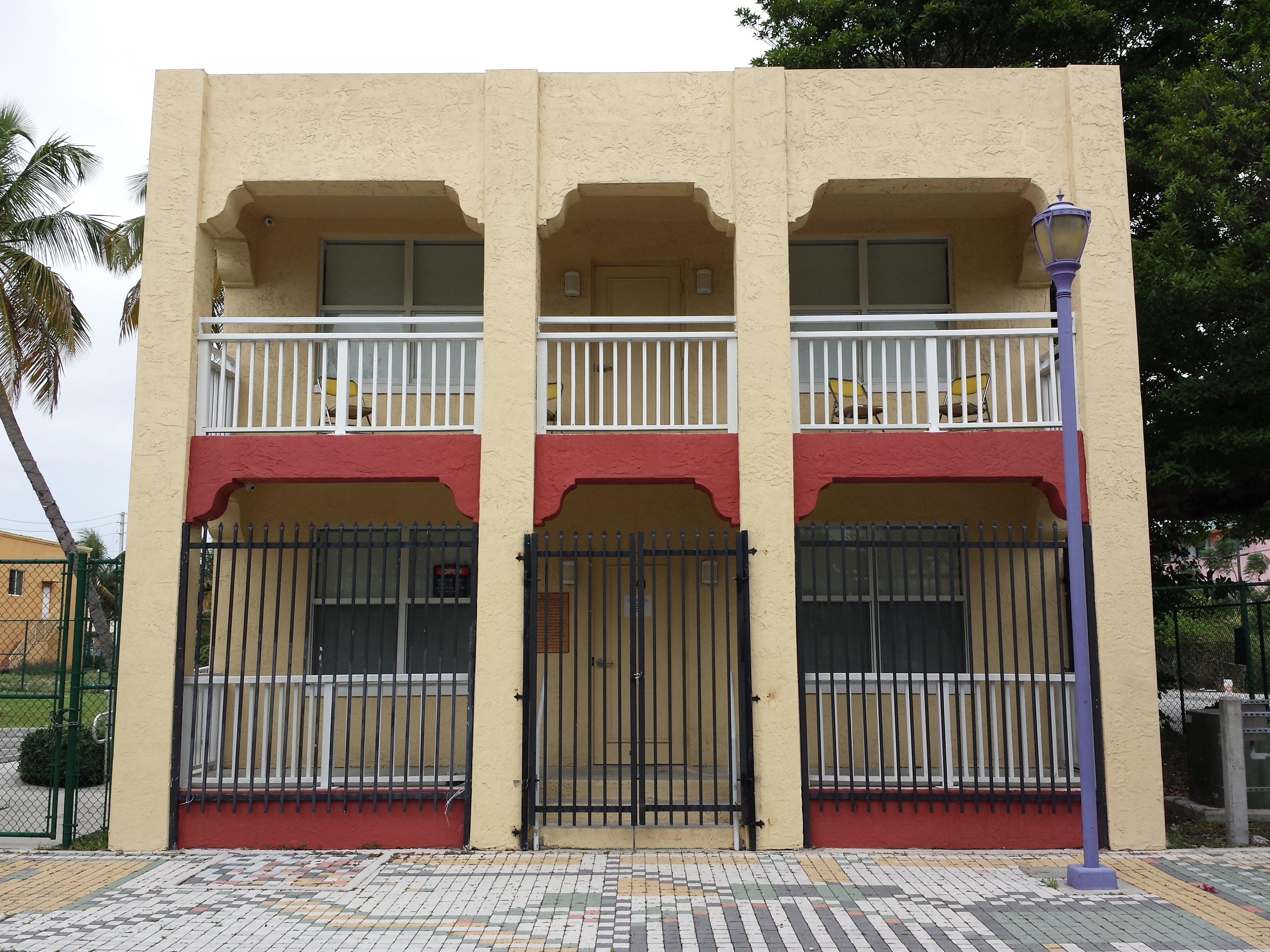
Ward Rooming House
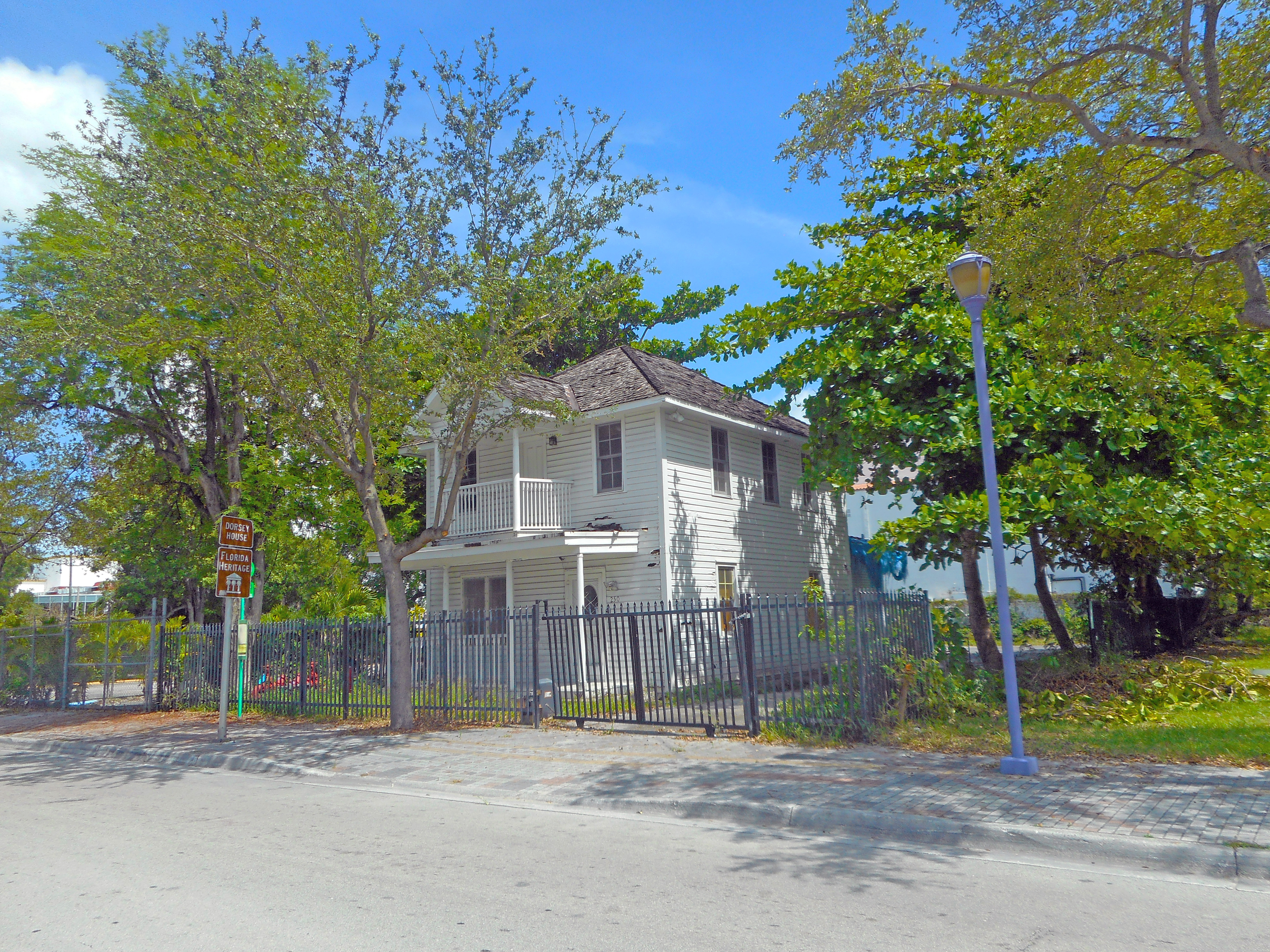
達納·艾伯特·多爾西舊居（英语：D.A. Dorsey House）, 建於1914年
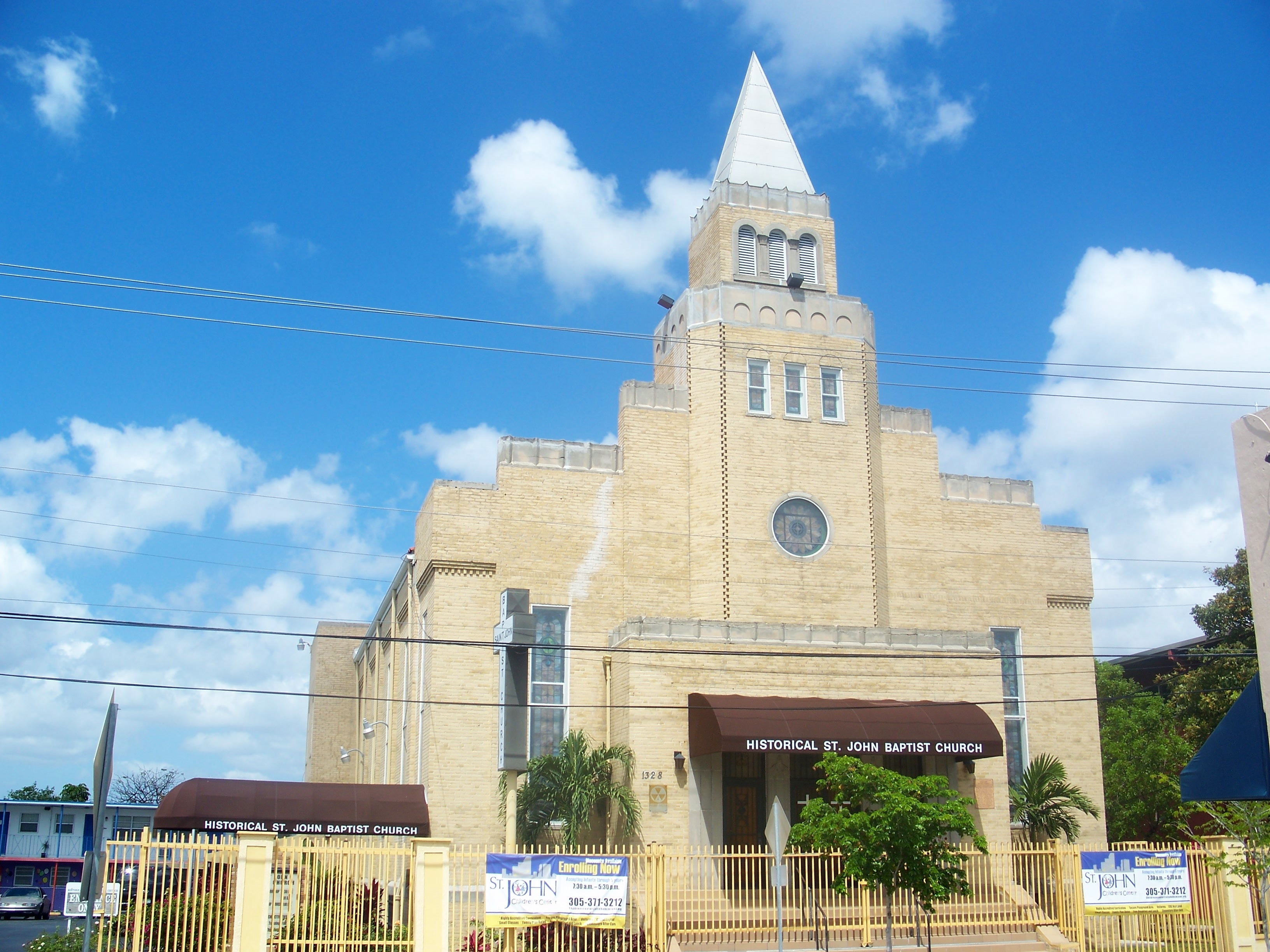
聖約翰浸信會教堂（英语：St. John's Baptist Church）, 1940
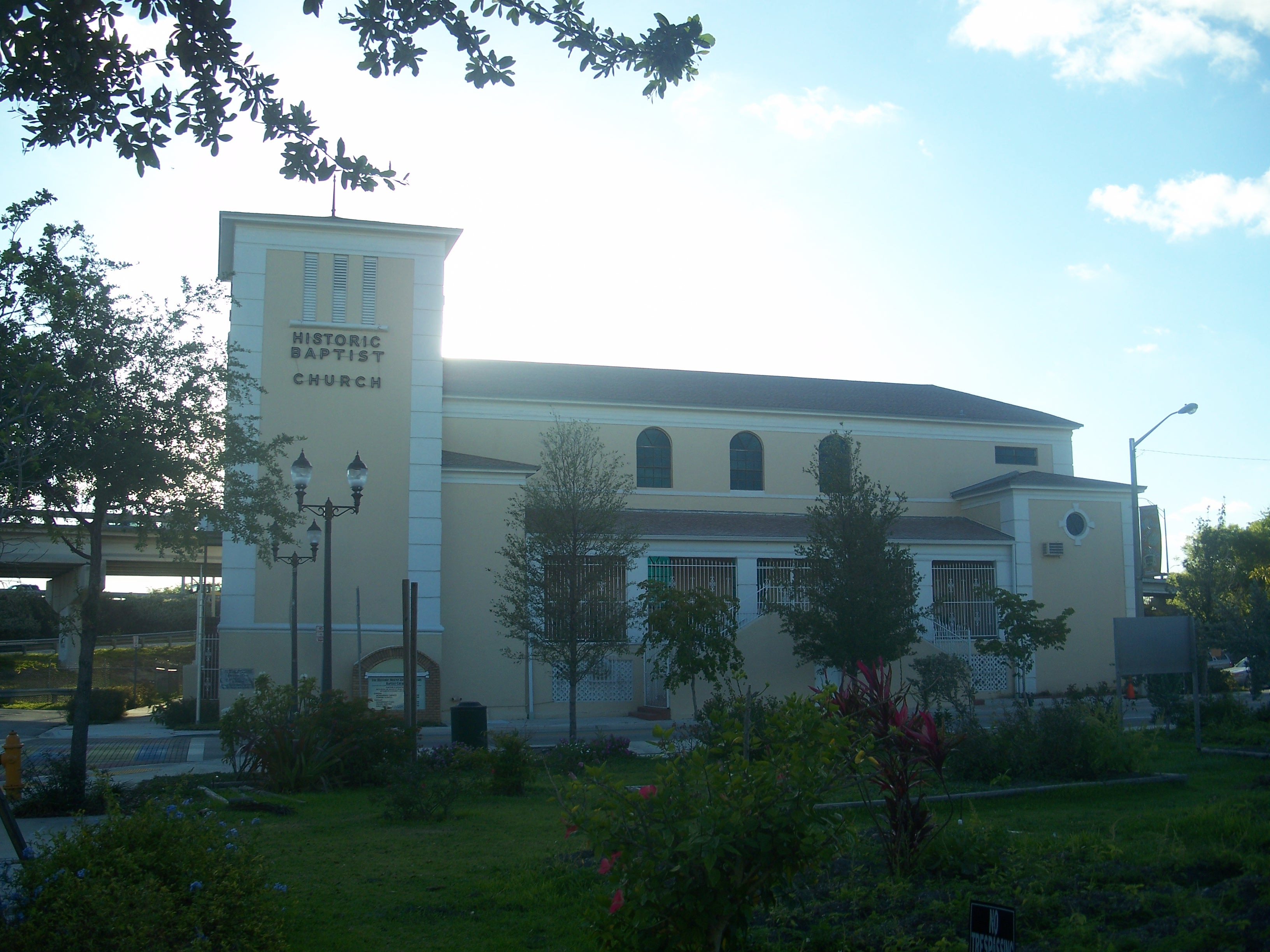
锡安山浸信会教堂, 1928
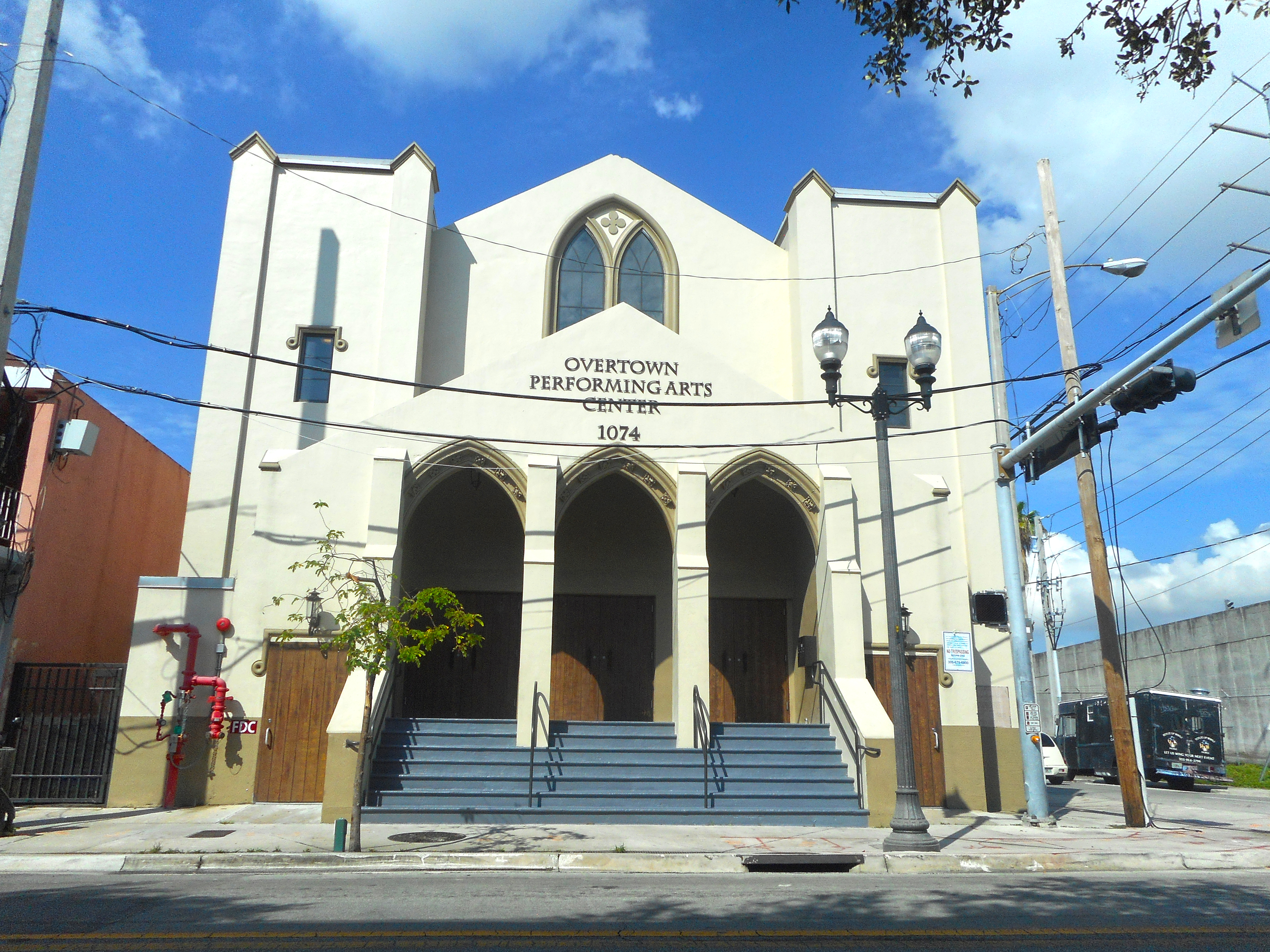
Ebenezer Methodist Church, 1948
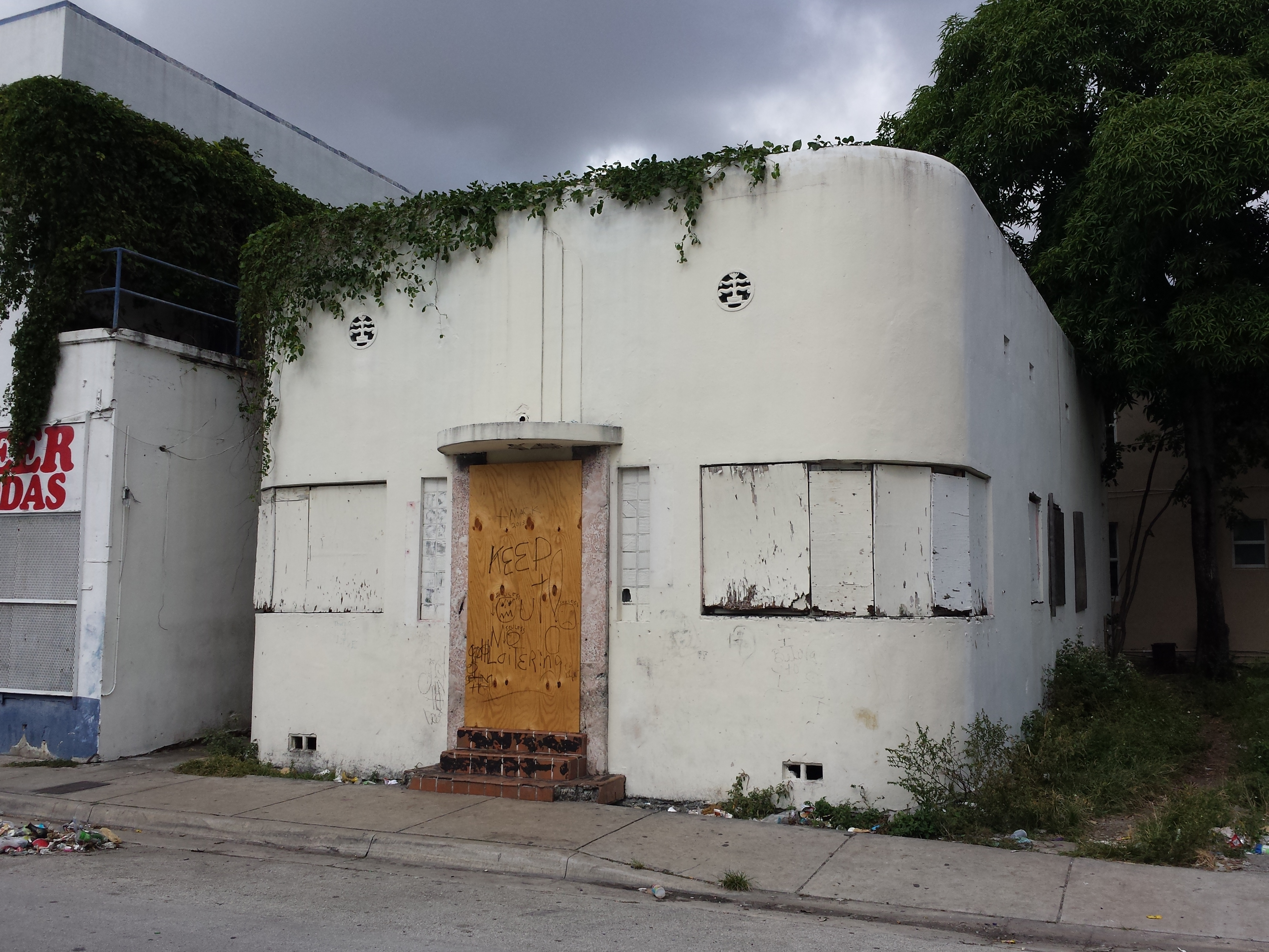
X-Ray Clinic, 1939
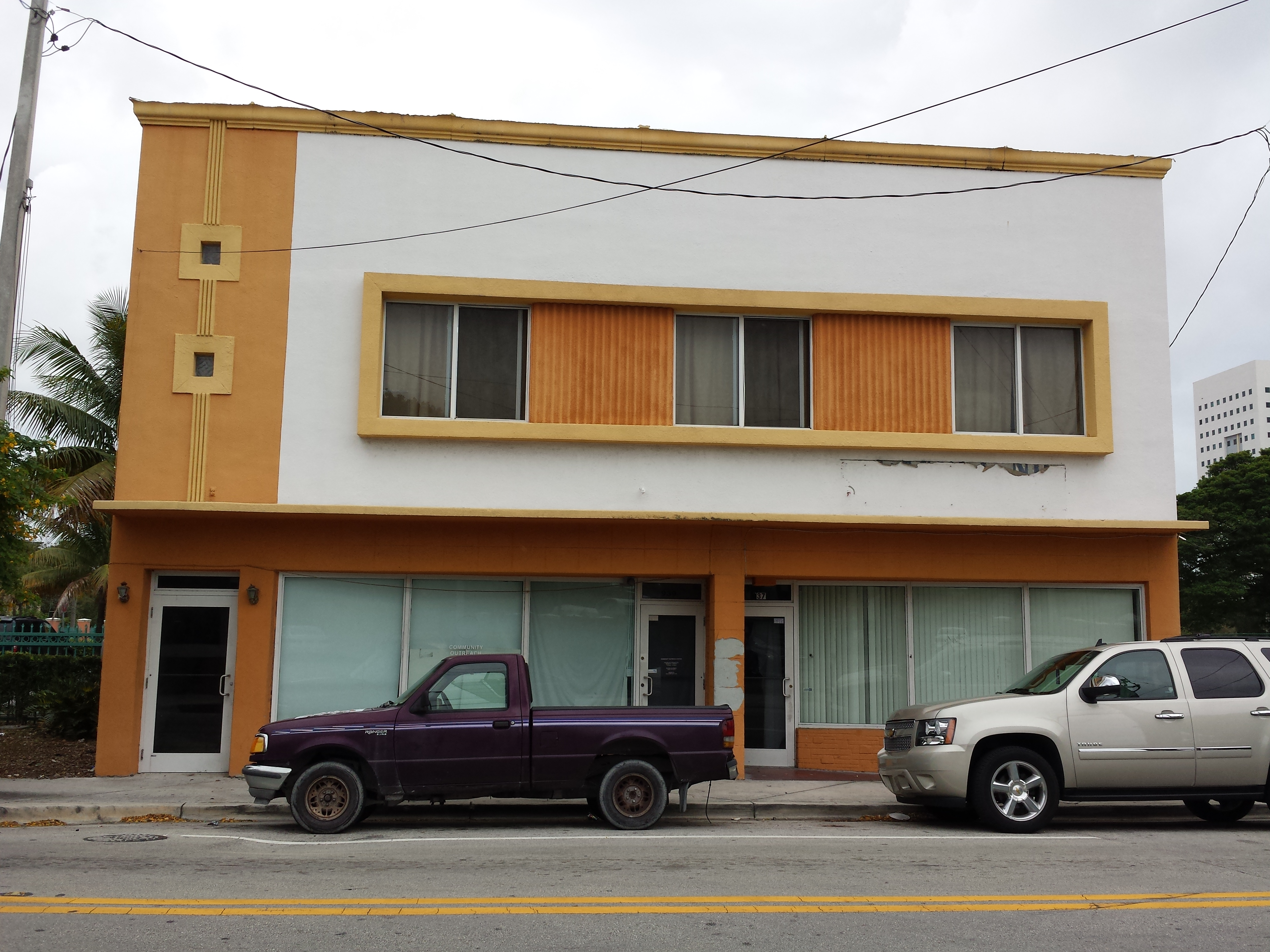
New Providence Lodge
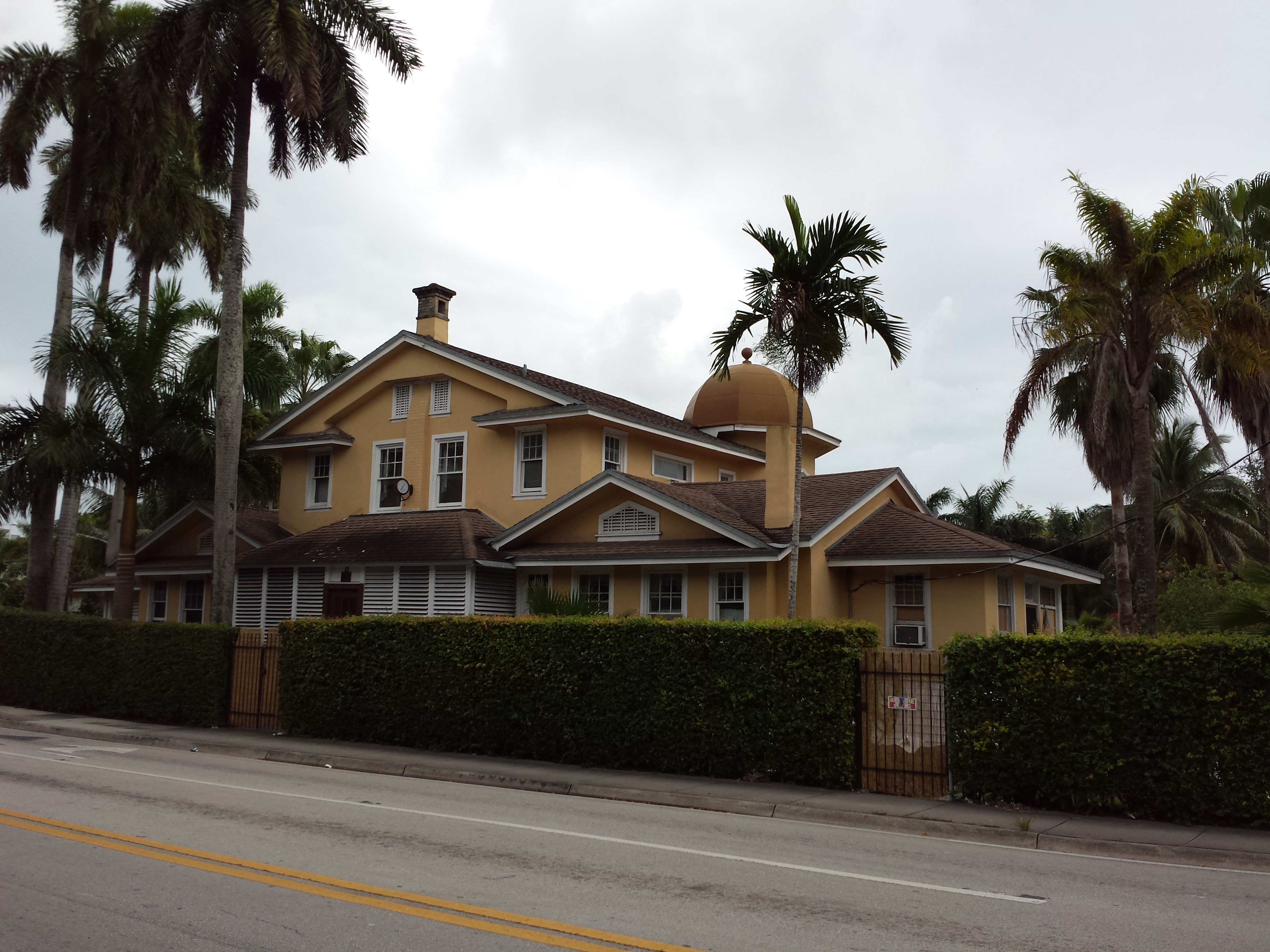
Spring Garden Hindu Temple
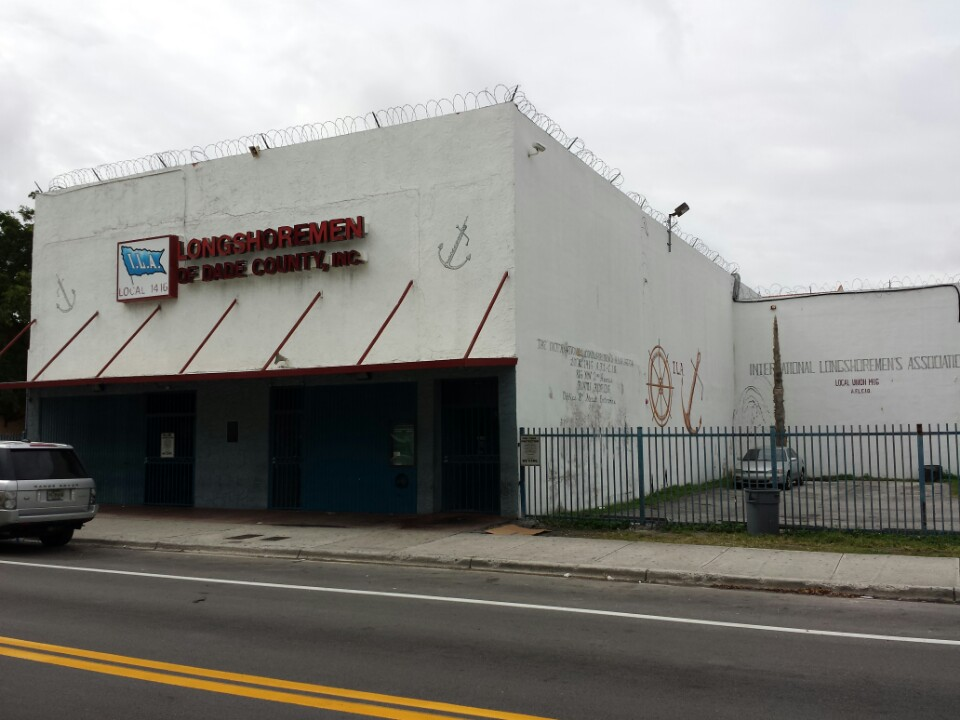
International Longshoremen's Association
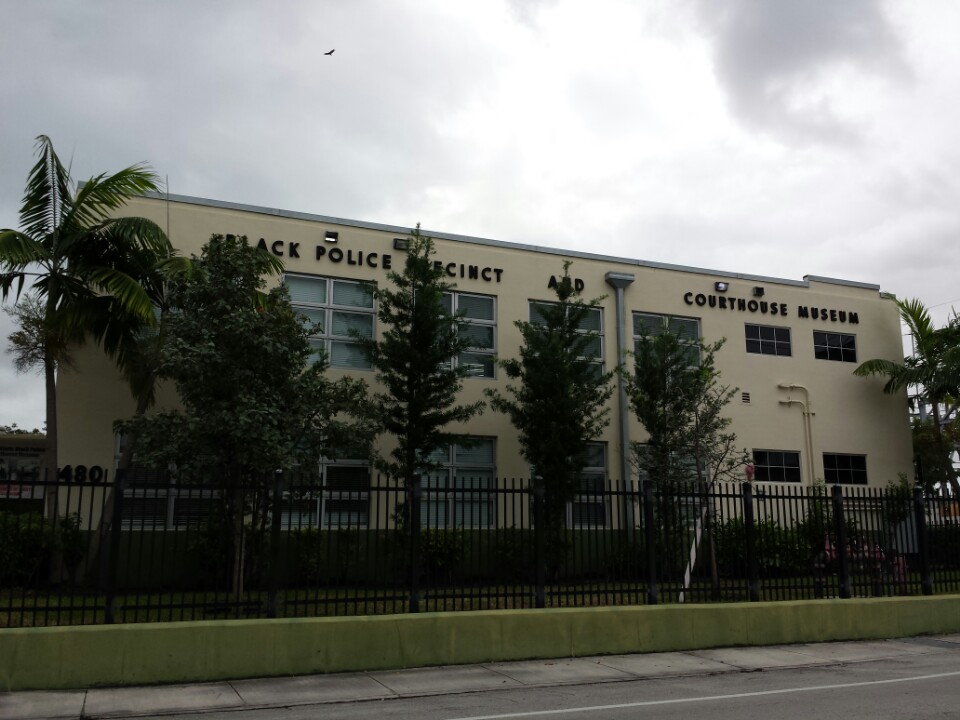
Black Police Precinct and Courthouse Museum
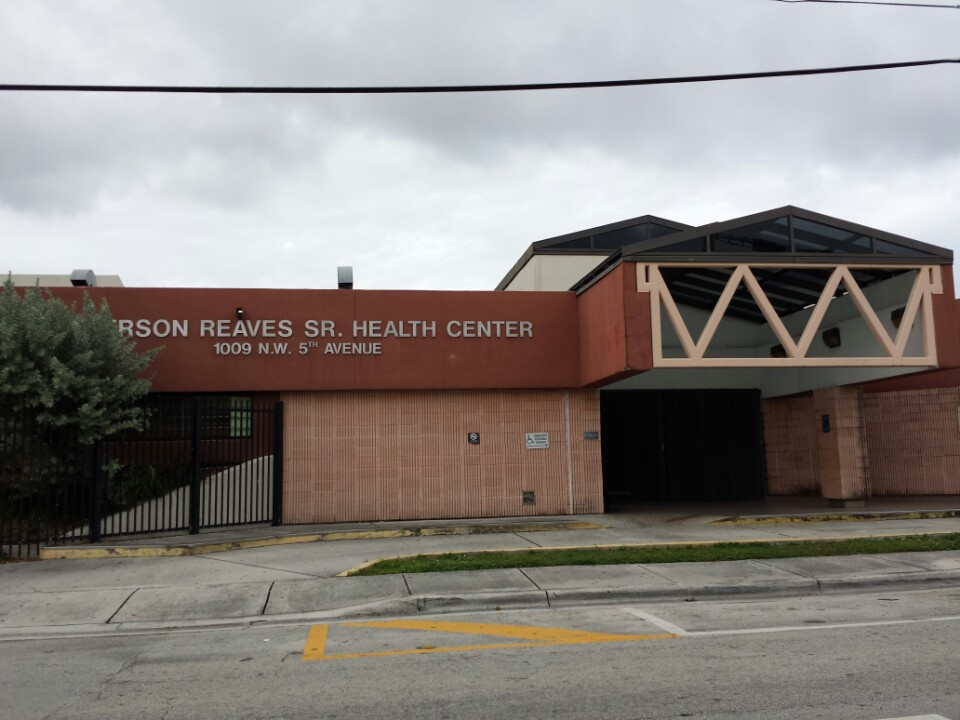
Jefferson Reaves Sr. Health Center
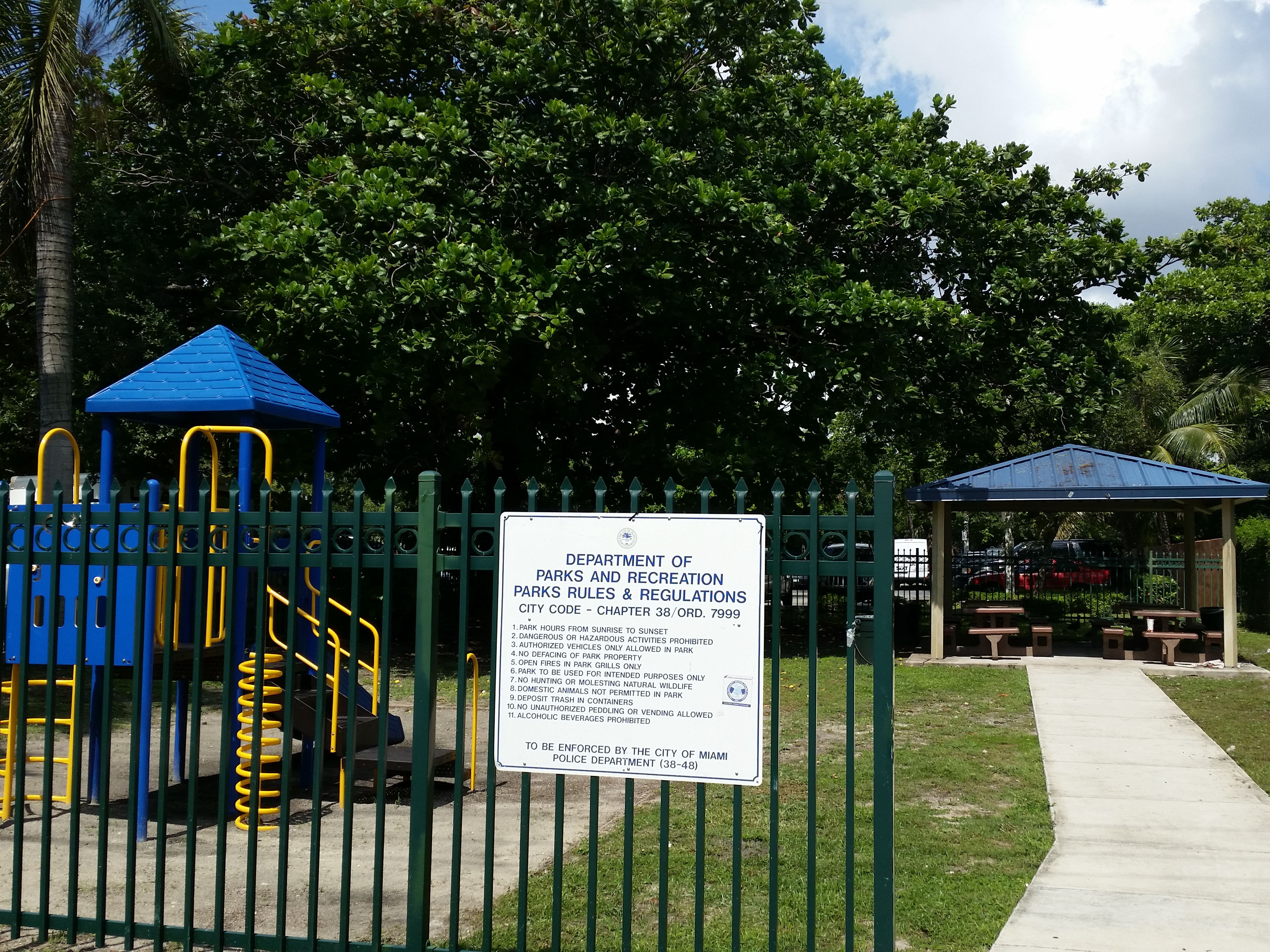
NW 3rd Avenue Park